# Krasni (Khopiórskaia)
Krasni - Красный (rus) - és un khútor del krai de Krasnodar, a Rússia. Es troba a les planes de Kuban-Priazov, a la vora d'un petit afluent a l'esquerra del Txelbas. És a 32 km al sud-est de Tikhoretsk i a 122 km al nord-est de Krasnodar. Pertany a la stanitsa de Khopiórskaia.